# Kham
Kham (Wylie-translitteration: Khams; tibetansk: ཁམས; kinesisk skrift: 康; Pinyin: Kāng) er en af de tre regioner som sammen udgjorde det traditionelle Tibet (de andre to er Amdo og Ü-Tsang). I den tid Republikken Kina herskede over hele Kina (1911-1949) blev det meste af området kaldt Provinsen Xikang eller Sikang (西康省 Xīkāng Shěng), skønt den frem til 1939 var et «særskilt administrativt distrikt», og først derefter blev en kinesisk provins, og det meste af området er nu en del af provinsen Sichuan.